# Rudarska hiša, Idrija
Idrijska rudarska hiša je vrsta arhitekturne gradnje, ki je značilna za območje mesta Idrije. 
Medtem ko je meščanski sloj živel v centru mesta, pa so idrijski rudarji živeli v t. i. rudarskih hišah, ki so bile postavljene na pobočja mesta. Skoraj v celoti so lesene, z izjemo kamnitih temeljev, zidane kleti, notranjih kuhinj in vež. Zunanje stene so sestavljene iz desk, obitih z letvami, ki so ometane in pobeljene z apnom. Streha je pokrita z jelovimi skodlami, ki se jim reče “šinklni”. Zaradi snega je streha strma, tako da lahko sneg hitro zdrsi. 
Stavbe so bile večnadstropne, v pritličju je živel lastnik stanovanja, ki je hišo oddajal v najem posameznim družinam. Vsaka družina je zasedala po eno nadstropje. 
Zaradi višine, belega pročelja in številnih okenc izgleda stavba zelo monumentalno. Večina rudarskih hiš je bila po 2. svetovni vojni porušenih. Če je bilo še 50 let nazaj skorajda vsaka hiša grajena v rudarskem slogu, jih je sedaj ostalo samo še par.

## Preurejena rudarska hiša
Mestni muzej Idrija je leta 2002 za oglede odprl prenovljeno rudarsko hišo s konca 18. stoletja, ki je danes odprta za turistične oglede.
- Miza v dnevni sobi
- Mizica za klekljanje
- Ognjišče v kuhinji
- Orodje za krušno peč
- Omara
- Umivalnik
- Stenska ura